# 亭主学校
『亭主学校』（仏語原題：L'École des maris ）は、モリエールの戯曲。1661年発表。同年6月24日初演。
当時モリエールの劇団を庇護していたオルレアン公フィリップ1世に捧げられた。

## 登場人物
- スガナレル…アリストの弟
- アリスト…スガナレルの兄
- イザベル…レオノールの姉妹。スガナレルが面倒を見ている
- レオノール…イザベルの姉妹。アリストが面倒を見ている
- リゼット…レオノールの小間使い
- ヴァレール…イザベルの愛人
- エルガスト…ヴァレールの下男
- 警部
- 公証人

## あらすじ
舞台はパリの広場。

### 第1幕
アリストとスガナレルの会話から始まる。この兄弟は対照的で、服装の流行や、面倒を見ている娘たちの扱いを巡って、たびたび衝突している。アリストはレオノールに自由を与え、好きなように行動させているが、スガナレルはイザベルの自由を奪って家に閉じ込め、家庭仕事に専念させている。ヴァレールがエルガストを伴って、スガナレルのお近づきとなり、イザベルに会いに行こうとするが上手くいかない。

### 第2幕
ここでイザベルは策を打つことにした。スガナレルにヴァレールが自分に恋をしていることを話し、断りに行かせたのだ。帰ってきたスガナレルに「ヴァレールから手紙が届いた」と嘘をつき、それを返しに行かせるために再びヴァレールのもとへスガナレルを行かせるが、その手紙はイザベルが認めたものだった。「スガナレルとの結婚が嫌でしょうがないので、助けてほしい。どうか色よい返事をお待ちしています」との内容である。この計略が首尾よく進んで、イザベルはヴァレールに直接会い、自分の本心を伝えることに成功するが、スガナレルだけはそれに気づかない。それどころか、スガナレルは6日後のはずだった結婚を、明日に早めようと言い出した。焦るイザベル。

### 第3幕
場面は夜になった。イザベルはスガナレルと結婚するくらいなら死んだほうがマシだと覚悟を決め、大胆な賭けに出る。レオノールのふりをして、ヴァレールの家へ行こうというのである。こちらも上手くいったが、スガナレルはその後をつけていた。しかし真っ暗闇でよく見えなかったため、ヴァレールの家に入った娘がイザベルとは気づかず、レオノールだと思い込むスガナレル。レオノールの不貞行為を目撃したスガナレルは、このまま密会している2人を結婚させてしまおうと警部と公証人を呼び、鼻を明かしてやろうとアリストをも呼び寄せるが、そこへレオノールが姿を現した。状況がよく呑み込めず、混乱する一同であったが、イザベルの登場によってすべてが明るみとなる。ぐったりした様子のスガナレル。

## 成立過程
プビリウス・テレンティウス・アフェルの「兄弟（Adelphoe）」や、ピエール・ド・ラリヴェの戯曲、ジョヴァンニ・ボッカッチョのコントを粉本としている。
「女性の教育をどのようにすべきか」という題材を扱っている点で、翌年に発表された「女房学校」とほぼ同じであるが、主人公の性格描写など作品の技術面において「女房学校」の前段階的な作品である。
主人公であるスガナレルの女性に対する強引なやり方は、婦人たちに対して優雅な態度をもって接しようとする「ギャラントリー(Galanterie)」が栄えた時代にいささかふさわしくないもののように思われるが、当時はフロンドの乱が収まり、絶対王政の基礎が固まったばかりの時期であり、フランス社会の文化的レベルは低いものであったため、このような描写であっても不自然ではない。

## 日本語訳
- 『亭主學校・女房學校』 鈴木力衛訳、《世界文庫》、弘文堂書房、1940年 1947年（加筆しての再版）
- 『亭主學校』 川島順平訳、（モリエール全集 第三卷 所収）、中央公論社、1934年
- 『亭主學校』 鈴木力衛 訳、（モリエール選集 2 所収）、南北書園、1948年
- 『亭主學校』 鈴木力衛 訳、（モリエール名作集 所収）、白水社、1951年
- 『亭主学校』 鈴木力衛 訳、（世界古典文学全集 47 モリエール篇 所収）、筑摩書房、1965年
- 『亭主学校』 鈴木力衛 訳、（モリエール全集 2 所収）、中央公論社、1973年
- 『お婿さんの学校』 秋山伸子訳、（モリエール全集 3 所収）、臨川書店、2000年

## 翻案
- 『良人學校』草野柴二訳、（モリエエル全集 上巻 所収）、金尾文淵堂・加島至誠堂、1908年
  - 元版　『脚本良人學校』草野柴二訳、明星 1907年6月号掲載